# Trogir
Trogir (włos. Traù, niem. i węg. Trau) – miasto w Chorwacji, w żupanii splicko-dalmatyńskiej, siedziba miasta Trogir. Jest miastem portowym położonym na wybrzeżu Morza Adriatyckiego, znajdującym się w środkowej Dalmacji. Jest połączony podnoszonym mostem z wyspą Čiovo. W 2011 roku liczył 10 923 mieszkańców.
Starówka Trogiru jest wpisana jest na Listę Światowego Dziedzictwa Kulturalnego i Przyrodniczego UNESCO od 1997 roku. Zwarta, średniowieczna starówka Trogiru jest położona na wyspie. Wzdłuż portu znajduje się wysadzany palmami, szeroki bulwar, wokół którego skupia się wieczorne życie miasta. Znajdują się tam najważniejsze zabytki, ale też restauracje, bary i hotele. Historyczne centrum za pomocą mostu jest połączone z kontynentalną częścią Chorwacji. Drugi z mostów prowadzi na wyspę Čiovo. To właśnie na wyspie znajdują się kempingi i malownicze plaże najchętniej odwiedzane przez turystów w tym regionie.

## Historia
Założony w III wieku p.n.e. przez greckich kolonistów z wyspy Issa (dzisiejszy Vis) pod nazwą Tragurion (Kozia Wieś). Od tego czasu Trogir stał się znaczącym portem. W roku 304 cesarz Dioklecjan nakazał tutaj stracić biskupa Splitu Dujama za głoszenie wiary chrześcijańskiej. Od roku 1107 pod panowaniem węgierskim. W roku 1123 zniszczony przez Saracenów. Miasto odbudowano 70 lat później. Od 1420 pod panowaniem Weneckim.

## Galeria

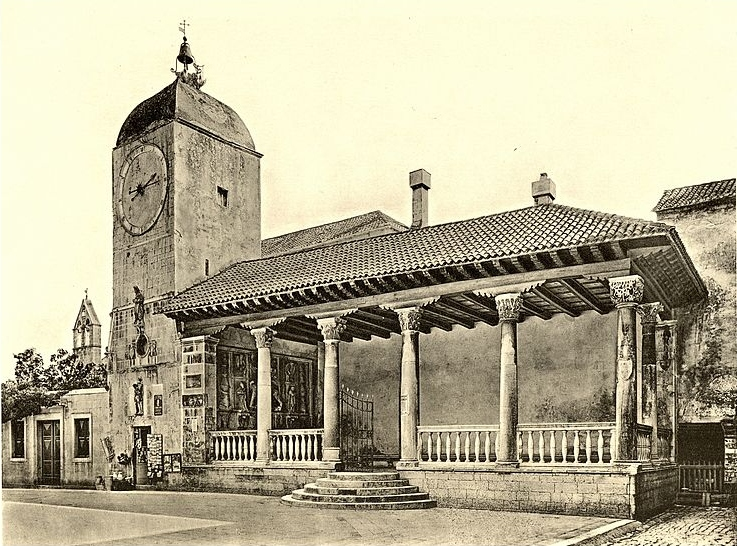
Wieża zegarowa w 1909
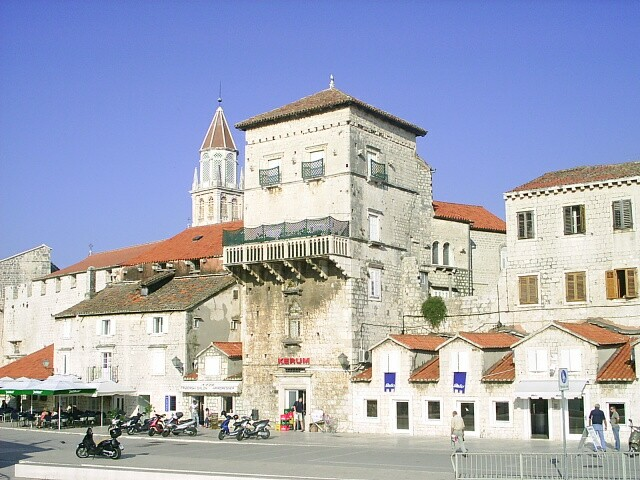
Renesansowy pałac
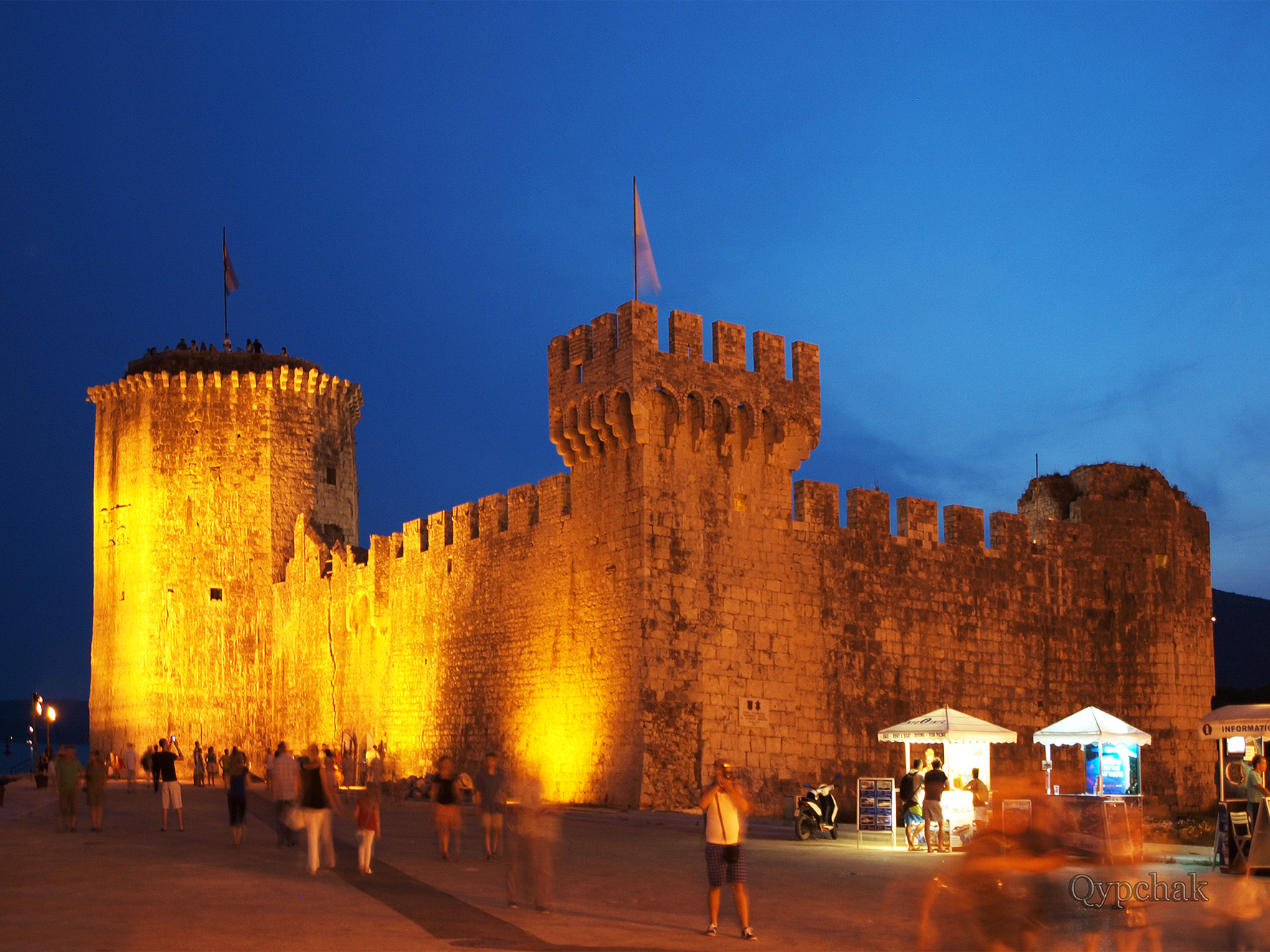
Twierdza Kamerlengo
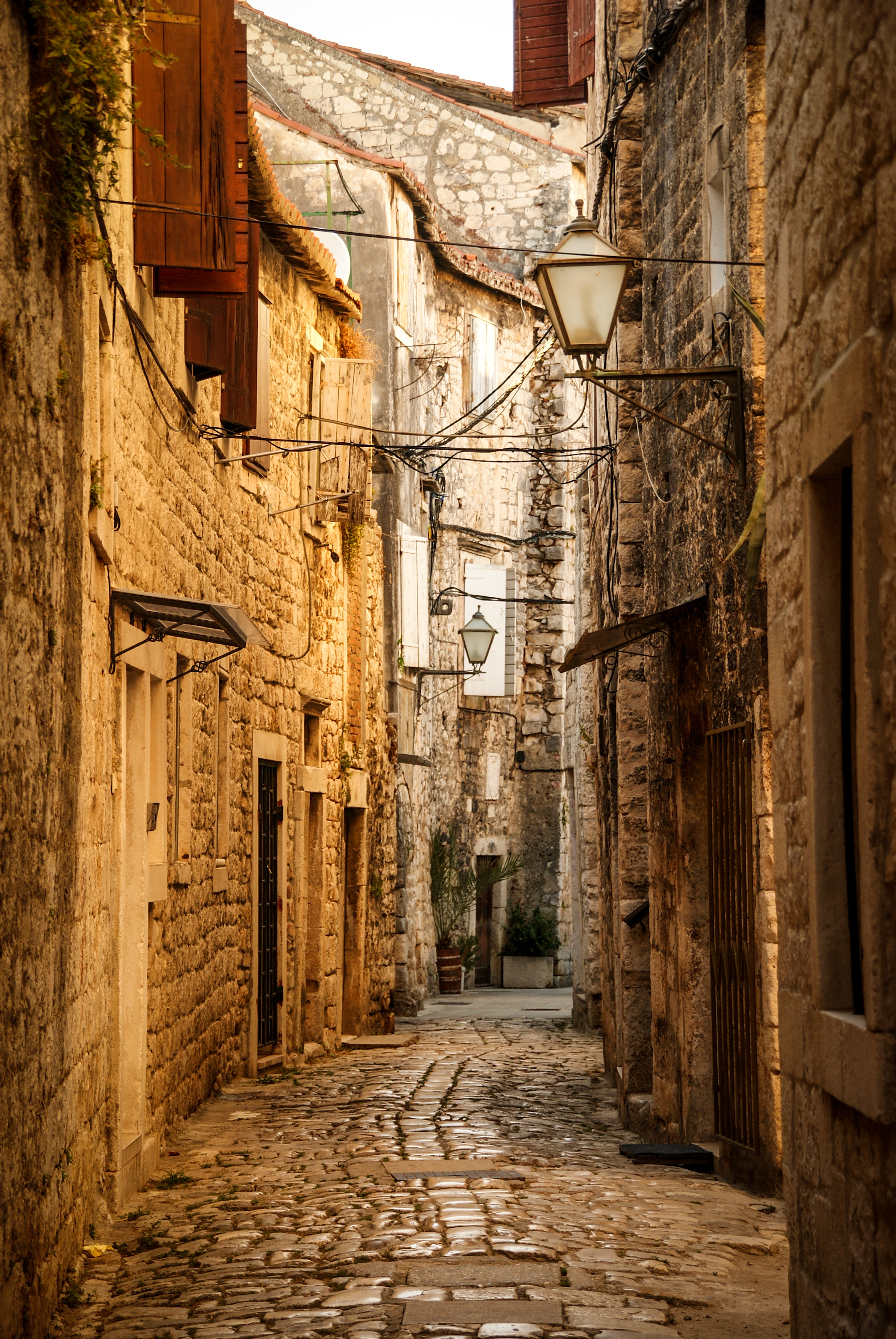
Uliczka w Trogirze
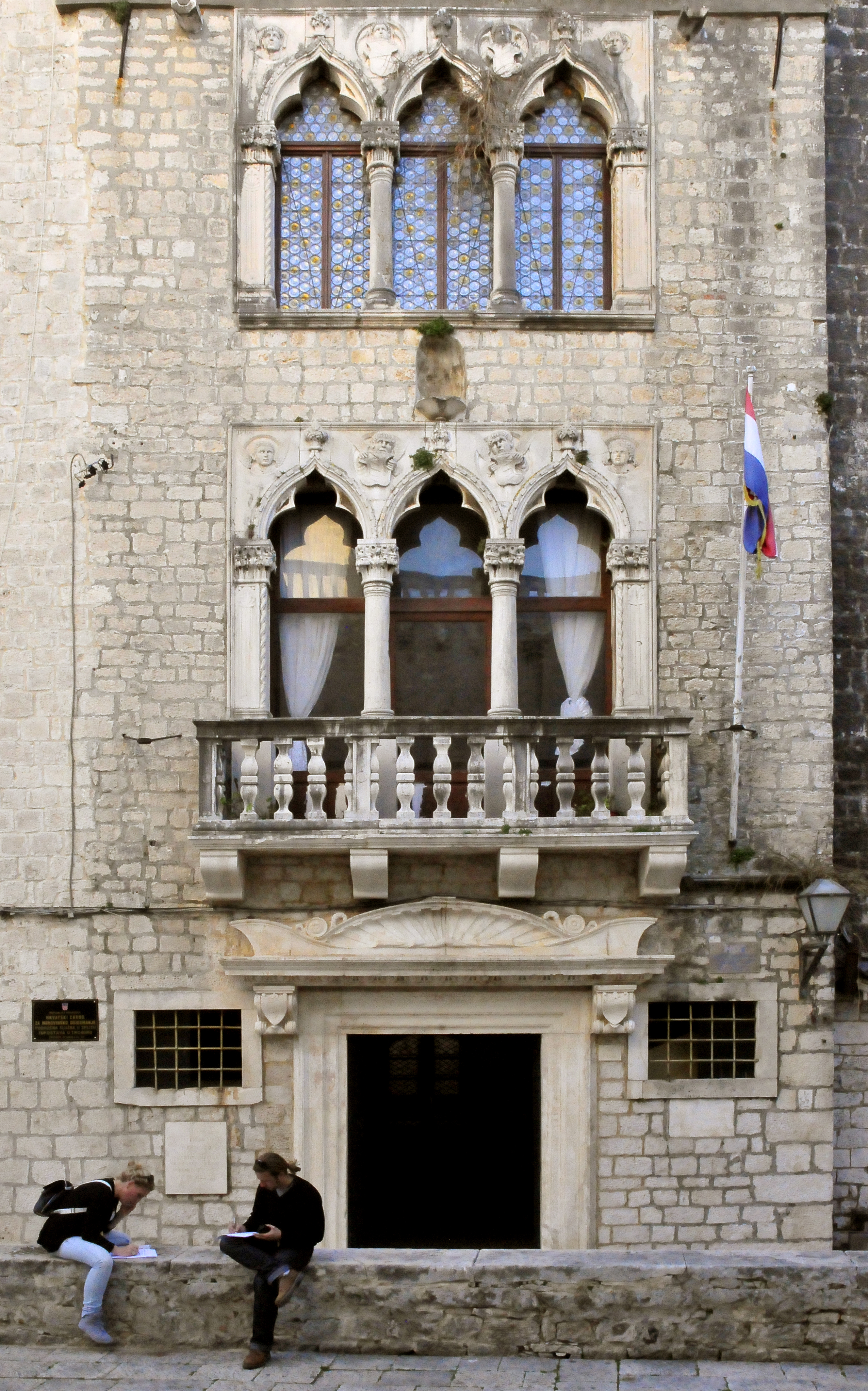
Pałac Ćipiko

## Zabytki
- Twierdza Kamerlengo – warownia z XV wieku[5].
- Brama Lądowa (Kopnena vrata) – przebudowana w XVI wieku w jasnym kamieniu. Na gzymsie nad łukiem jest umieszczony lew św. Marka, a ponad nim figura bł. Jana z Trogiru – patrona miasta.
- Pałac Stafileo (Palača Stafileo) – zbudowany pod koniec XV wieku. Charakterystyczne są gotyckie okna weneckie bogato zdobione rzeźbionymi motywami roślinnymi.
- Katedra Świętego Wawrzyńca (Sv. Lovre) – zbudowana na ruinach kościoła zniszczonego przez Saracenów w 1123 roku. Budowa rozpoczęła się w roku 1193. Obok katedry stoi dzwonnica z XIV wieku.
- Pałac Ćipiko (Palača Ćipiko), pałac w stylu renesansowym zbudowany w 1457 roku dla najzamożniejszej w tym czasie trogirskiej rodziny Ćipiko. Pierwsze piętro wyróżnia się dwoma dużymi triforiami z balustradą z jasnego kamienia. Na krańcach umieszczono dwa pilastry zakończone dekoracją o motywie spirali. Między łukami umieszczone są cztery figury aniołów, z których dwa środkowe trzymają zwój z herbami rodziny Ćipiko. Drugie piętro jest utrzymane w podobnym stylu, ale skromniej zdobione i bez balustrady.

## Urodzeni
- Trogir (Trau) jest miejscem urodzenia bł. Augustyna Kazoticia (ok. 1260-1323) biskupa Zagrzebia, a potem Lucery.
- W Trogirze urodził się znany chorwacki tenor, nazywany chorwackim Pavarottim – Vinko Coce.

## Miasta partnerskie
- Hajdúböszörmény
- Ruse
- Vaterstetten
- Kruševac
- Foggia
- Újbuda
- Vukovar